# Elektrohydraulische Regelung
Elektrohydraulische Regelung bezeichnet einen Regelkreis, bei dem sowohl elektrische als auch hydraulische Komponenten beteiligt sind. Dabei befinden sich die hydraulischen Komponenten zumeist im Leistungs- oder Energieteil des Regelkreises. Die elektrischen Komponenten befinden sich im Signalteil des Regelkreises.
Das Stetigventil ist die wichtigste Schnittstelle (Elektrik – Hydraulik) des elektrohydraulischen Regelkreises.
Sensoren stellen weitere Schnittstellen zwischen dem elektrischen Signalkreis und dem hydraulischen Energiekreis dar. Die Sensoren erfassen die Größen, welche im Regelkreis benötigt werden.
Die angewandte Regelungstechnik wird bei hydraulischen Systemen, infolge ausgeprägter Nichtlinearitäten, nicht unmittelbar durch die lineare Regelungstechnik (z. B. PID-Regler) abgebildet. Meist handelt es sich um modifizierte Varianten, vom einfachen P-Regler über PID-Regler bis hin zum Zustandsregler.
Die Regelaufgaben sind sehr unterschiedlich: 
- Lageregelungen, meist mit linearen Antrieben (Hydraulikzylindern), aber auch mit rotatorischen Antrieben,
- Geschwindigkeits- und Drehzahlregelung,
- Druck- und Kraftregelungen,
- der Gleichlaufregelung von zwei Achsen bis Multiachssystemen,
- Pumpenregelungen (Schwenkwinkelregelung, Druckregelung und Leistungsregelung)
- und die Kombinationen der verschiedenen Regler.

## Lageregelungen / Positionsregelungen
Die Lage- / Positionsregelung ist die häufigste anzutreffende Regelaufgabe in der Hydraulik. Mit dem geeigneten Stetigventil sind eine sehr hohe Dynamik und eine sehr hohe Genauigkeit erreichbar. Aber auch mit einem Standard Proportionalventil lassen sich viele Anforderungen erfüllen. Antriebe, die im µm Bereich positionieren, stellen heute kein Problem mehr dar. Regelungstechnisch haben sich ein paar Grundstrukturen etabliert:

### P-Regler und PT1-Regler
Der P-Regler ist trotz oder wegen seiner einfachen Handhabung die häufigste eingesetzte Regelstruktur. Es muss nur ein Parameter eingestellt werden. Nachteilig ist die geringe Kreisverstärkung, die mit dieser Struktur erreichbar ist. Die Erweiterung des P-Reglers mit einem dämpfenden Zeitglied zum PT1-Regler verbessert das Antriebsverhalten erheblich.

### Wegabhängiges Bremsen
Das wegabhängige Bremsen ist eine spezielle, auf die Hydraulik angestimmte Regelstruktur. Im Wesentlichen handelt es sich um einen nichtlinearen P-Regler, bei dem die Verstärkung, bei kleiner werdenden Regelfehlern, zunimmt. Er wird normalerweise an seiner Sättigungsgrenze betrieben, was den Vorteil hat, dass er dort nicht instabil wird. Während der Bremsphase geht der Antrieb dann in einen geregelten Zustand über. Eine einfache Parametrierung und ein sehr robustes Verhalten sind die Vorteile, eine ungeregelte Geschwindigkeit ist der Nachteil. Diese Regelstruktur wird oft mit einem einfachen, positiv überdeckten Proportionalventil eingesetzt.

### Zustandsregelung
Die Zustandsregelung ist eine in der Fachliteratur sehr oft beschriebene Methode um hydraulische Antriebe hochdynamisch zu fahren und zu positionieren. Diese Struktur wird aber nur selten in der Praxis eingesetzt. Infolge des ausgeprägten nichtlinearen Verhaltens von hydraulischen Antrieben ist der Zustandsregler nur bei sehr speziellen und hohen Anforderungen sinnvoll.

### Zusatzfunktionen
Da hydraulische Antriebe spezielle Anforderungen an die Regelungstechnik stellen, werden verschiedene Zusatzfunktionen – je nach Anforderung – eingesetzt.

#### Stillstands-Integratoren und Driftkompensation
Die Stillstands-Integratoren und Driftkompensationen ermöglichen ein hochgenaues Positionieren. Mit diesen Maßnahmen lassen sich Nullpunktfehler der einzelnen Komponenten als auch Positionsfehler, infolge von externen Kräften, kompensieren. Mit hochwertigen Ventilen wie z. B. Regelventilen lassen sich Genauigkeiten im µm Bereich realisieren.

#### Nichtlineare bzw. geknickte Verstärkungskennlinien
Da der hydraulische Antrieb in vielen Fällen mit nichtlinearen Ventilkennlinien, normalerweise mit einer progressiven Charakteristik, betrieben wird, ist es sinnvoll, diese Charakteristik zu kompensieren. Eine erheblich bessere Positioniergenauigkeit ist so erreichbar.

#### Gleichlaufregelungen
Eine spezielle Regelaufgabe ist die Gleichlaufregelung, die zum Lage-/ Positionsregler eine zusätzliche Struktur zur Regelung des Gleichlaufs aufweist. Gegenüber elektrischen Antrieben, welche durch die unterlagerte Geschwindigkeit-/Drehzahlregelung ein lineares Verhalten aufweisen, ist der hydraulische Antrieb – nur durch zusätzliche Maßnahmen – im Gleichlauf regelbar. Zwei Varianten sind dabei anzutreffen. Einmal ein zusätzlicher P-, PT1- oder PI-Regler oder Maßnahmen, welche die Linearität des Antriebs verbessern (z. B. ein MR-Regler).

## Berechnung eines einschleifigen Positions- / Lagereglers
Für den Anwender sind zwei Punkte von besonderem Interesse. Es sind die Kreisverstärkung und die Regelgenauigkeit. 

### Kreisverstärkung
Der einschleifige Positionsregler (P oder PT1) ist die Standardregelstruktur, die bei hydraulischen Antrieben zum Einsatz kommt. Zur Berechnung der Regler- / Kreisverstärkung wird meist das Hurwitz-Kriterium für Systeme 3. Ordnung herangezogen. 
{\displaystyle V_{K}\leq 2\cdot D_{h}\cdot \omega _{0}}
Mit dieser Gleichung wird die Stabilitätsgrenze für einen P-Regler ermittelt. Geht man dabei von einer typischen hydraulischen Dämpfung Dh von 0,1 aus, so ergibt sich eine maximale Verstärkung von:
{\displaystyle V_{K}\leq 0.2\cdot \omega _{0}}
Mit dieser Verstärkung kann ein Antrieb fast nie zufriedenstellend gefahren und positioniert werden. Er würde bei jedem Reglereingriff stark nachschwingen. Eine klassische Anforderung an solche Antrieb ist aber, sie müssen überschwingfrei positionieren. Das bedeutet: Der Antrieb darf die Zielposition nicht überfahren. Um dies zu erreichen, sind kleinere Kreisverstärkungen (VK) einzustellen. 
{\displaystyle V_{K}=0.07\cdot \omega _{0}}
Dies gilt für lineare Systeme 3. Ordnung mit einer Dämpfung von 0.1. Dies ist ein guter Startpunkt für die Optimierung von hydraulischen Systemen. Das ω0 ist die Eigenkreisfrequenz des Zylinders, wie sie berechnet wird, ist im Artikel "Servohydraulik" näher beschrieben. Andere dynamische Einflüsse werden bei diesen Berechnungen nicht berücksichtigt.
Wie an den Faktoren für die Verstärkungsberechnung zu erkennen ist, ist mit kleinen Kreisverstärkungen zu rechnen. Verbesserungen werden mit einem PT1-Regler ermöglicht. Der PT1-Regler greift verzögert ein und regt den Antrieb somit weniger zum Schwingen an. Daraus folgt, dass höhere Kreisverstärkungen möglich sind.
Optimale Parametrierung für überschwingfreies Positionieren (Dh = 0.1):
{\displaystyle t_{1}={\frac {0.66}{\omega _{0}}}} {\displaystyle V_{K}=0.105\cdot \omega _{0}}
Dabei ist t1 die einzustellende Zeitkonstante des PT1-Reglers und die Kreisverstärkung kann um 50 % (0.07 · 1.5 = 0.105) erhöht werden. 
Anmerkung: Infolge des PT1-Glieds ist die gesamte Eigenfrequenz erheblich geringer als die Zylindereigenfrequenz. Dies führt prinzipiell zu einer geringeren Verstärkung. Durch das verzögert wirkende PT1-Glied verbessert sich im Gegenzug die hydraulische Dämpfung erheblich. 
Eine alternative Berechnung ist:
{\displaystyle {\frac {1}{\omega _{0}}}={\frac {1}{\omega _{Z}}}+t_{1}}
{\displaystyle V_{K}=0.264\cdot \omega _{0}}
Warum diese alternative Berechnung? Das Ergebnis ist identisch. In vielen Anwendungen hat das Proportionalventil bzw. Regelventil schon einen dämpfenden Einfluss auf das dynamische Verhalten des Antriebs. In diesen Fällen ist die Einsatzmöglichkeit eines PT1-Reglers genau zu prüfen, bzw. anders zu berechnen.
{\displaystyle {\frac {1}{\omega _{0}}}={\frac {1}{\omega _{Z}}}+{\frac {1}{\omega _{V}}}}
{\displaystyle V_{K}=(0.1...0.3)\cdot \omega _{0}}
Die gesamte Eigenfrequenz ω0 wird aus den beiden einzelnen Eigenfrequenzen des Zylinders und des Ventils gebildet. Statt des PT1-Glieds wird hier die dämpfende Wirkung des Ventils berücksichtigt. Da das Verhältnis der Eigenfrequenzen, infolge von dynamischen Nichtlinearitäten, nicht unmittelbar bestimmbar ist, kann nur ein Bereich für die Verstärkungseinstellung angegeben werden.

### Regelgenauigkeit
Mit der Regelgenauigkeit ist bei Positionierantrieben die Positioniergenauigkeit und/oder die Genauigkeit mit der eine Geschwindigkeit gefahren werden kann gemeint. Für die Berechnungen sind die technischen Daten der Stetigventile und die maximale Geschwindigkeit entscheidend.
{\displaystyle e={\frac {v}{V_{K}}}\cdot {\frac {\sum Ventilfehler\ in\ \%}{100\%}}}
Die Ventilfehler werden im Artikel Stetigventile beschrieben. Im Wesentlichen sind es bei Regelventilen die Ansprechempfindlichkeit und die Druckverstärkung. Die Ansprechempfindlichkeit ist heutzutage sehr gering  <(0,05... 0,1) %, die typische Druckverstärkung von ca. 2 % ist entsprechend der real benötigten Kraft noch zu skalieren.
Beispiel: Bei einem Antrieb, der 250 mm/s fahren kann, und eine Kreisverstärkung von 20 1/s ermöglicht, ist mit einer Positioniergenauigkeit von ca. 0,006... 0,0125 mm (lastkraftfrei) zu rechnen. Bei 50 % Lastkraft (entspricht ca. 1 % Stellsignal) liegt der Positionierfehler bei 0,13 mm. Durch geeignete regelungstechnische Maßnahmen ist der Lastkraftfehler problemlos zu kompensieren.

## Geschwindigkeits- und Drehzahlregelung
Die Geschwindigkeitsregelung wird zusammen mit Zylinderantrieben eingesetzt. Da die Dämpfung eines hydraulischen Zylinderantriebs sehr gering ist und eine Geschwindigkeitsrückführung weiter destabilisiert, ist die klassische PID Geschwindigkeitsregelung selten zu finden. Meist wird eine indirekte Geschwindigkeitsregelung mit Hilfe der Positionsregelung und eines Profilgenerators eingesetzt. Der Profilgenerator generiert ein Geschwindigkeitsprofil, dem der Antrieb dann mit gleicher Geschwindigkeit folgt (Stichwörter: Folgeregelung, Nachlaufregelung, Kopiersteuerung).
Die Drehzahlregelung wird zusammen mit rotatorischen Antrieben eingesetzt. Einmal ist bei diesen Antrieben die Drehgeschwindigkeit einfach zu erfassen und rotatorische Antriebe sind besser gedämpft als Zylinderantriebe, so dass hier PID-Regler bzw. PID ähnliche Regelstrukturen zum Einsatz kommen.